# Monteverdi-koor Hamburg

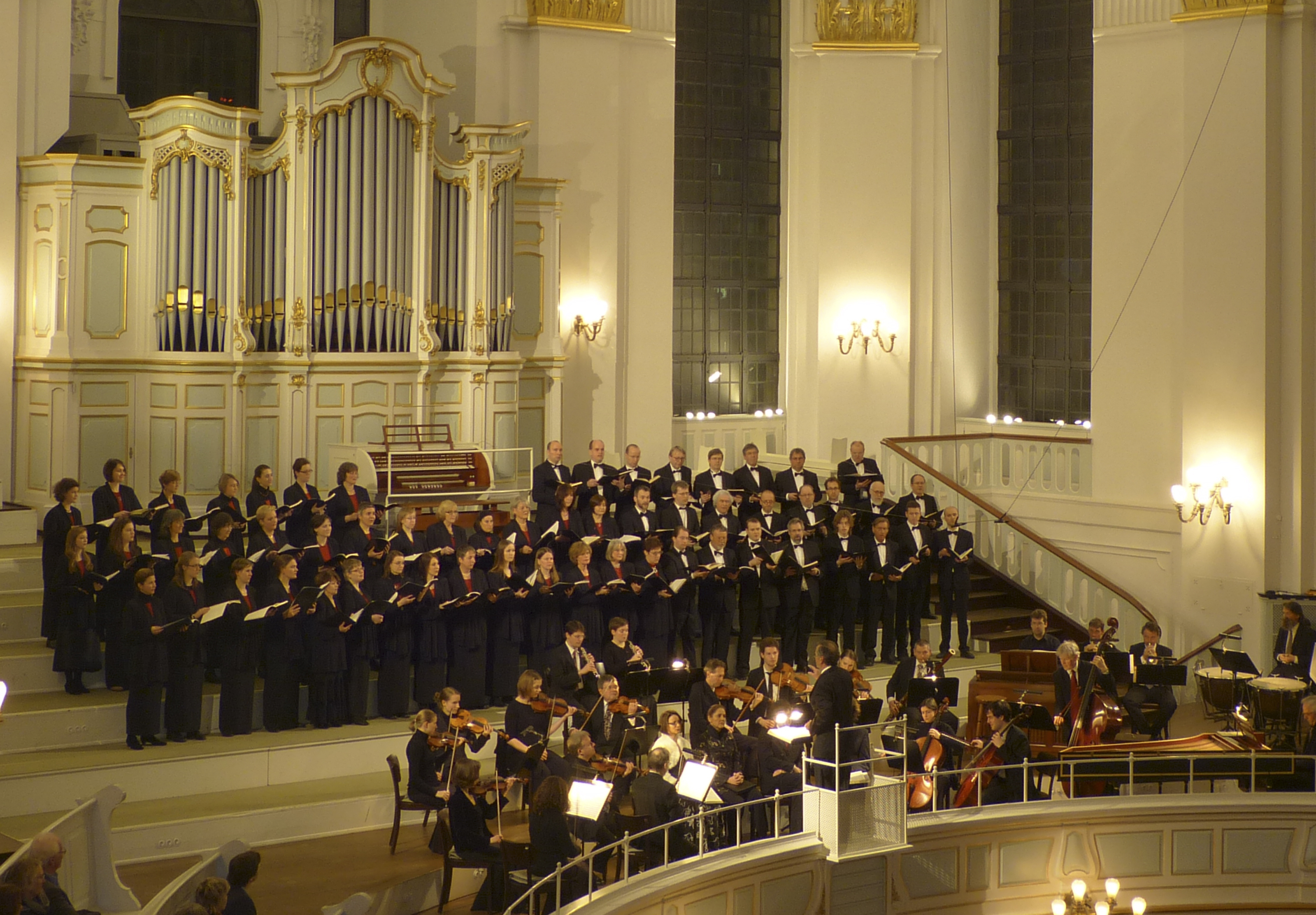
Het Monteverdi-koor in februari 2012 in de Sint-Michielskerk

Het Monteverdi-koor Hamburg (Duits: Monteverdi Chor) is een van de meest bekende Duitse concertkoren, dat internationaal bekend werd door toonaangevende platenopnames en wedstrijdprijzen gewonnen onder zijn oprichter en jarenlange leider Jürgen Jürgens. Van 1994 tot 2018 was de Leipziger dirigent Gothart Stier de artistiek directeur van het koor, sinds 2018 wordt het koor geleid door Antonius Adamske.
Het Monteverdi Koor Hamburg werd in 1955 opgericht door Jürgen Jürgens als "Koor aan het Italiaans Cultureel Instituut". In hetzelfde jaar werd het omgedoopt tot "Monteverdi Koor" op voorstel van de directeur van het instituut, in een tijd waarin Claudio Monteverdi een grotendeels onbekende componist was. Sinds 1961 behoort het koor tot de Academische Muziekzorg (Akademische Musikpflege) van de Universiteit van Hamburg, waarvan Jürgen Jürgens van 1961 tot 1993 als universitair muziekdirecteur de leiding had. 
Na vier jaar intensief ontwikkelingswerk kon het Monteverdi Koor in 1959 voor het eerst een 1e prijs op de Internationale Koorwedstrijd in Arezzo (Italië) winnen. 1962 gevolgd door nog een 1e prijs op de Internationale Koorwedstrijd in Lille (Frankrijk). Daarna begon het koor aan een ongekende internationale carrière op het gebied van de amateurmuziek. In samenwerking met Gustav Leonhardt, Nikolaus Harnoncourt, Frans Brüggen en Eduard Melkus ontstonden voor het label Das alte Werk van de Teldec en voor de Archiv Produktion van de Deutschen Grammophon Gesellschaft talrijke baanbrekende opnames, die met prijzen bekroond werden en het koor internationaal bekend maakten. 
Uitnodigingen voor muziekfestivals in binnen- en buitenland volgden en leidden het koor in bijna alle landen van West- en Oost-Europa, het Midden-Oosten, de VS, Midden- en Latijns-Amerika, Zuidoost-Azië, China en Australië. 
Na de plotselinge dood van Jürgen Jürgens in augustus 1994 nam de dirigent en voormalig concertzanger Gothart Stier uit Leipzig de artistieke leiding van het Monteverdi-koor over. In oktober 2018 werd de specialist voor oude muziek, Antonius Adamske, gekozen tot nieuwe chef-dirigent.